# ظهرة الملح العالي (القفر)

تعديل مصدري - تعديل

ظهرة الملح العالي محلة تابعة لقرية شارجية، التابعة لعزلة حمير بمديرية القفر إحدى مديريات محافظة إب في الجمهورية اليمنية، بلغ تعداد سكانها 27 حسب تعداد اليمن لعام 2004.